# Alisma triviale

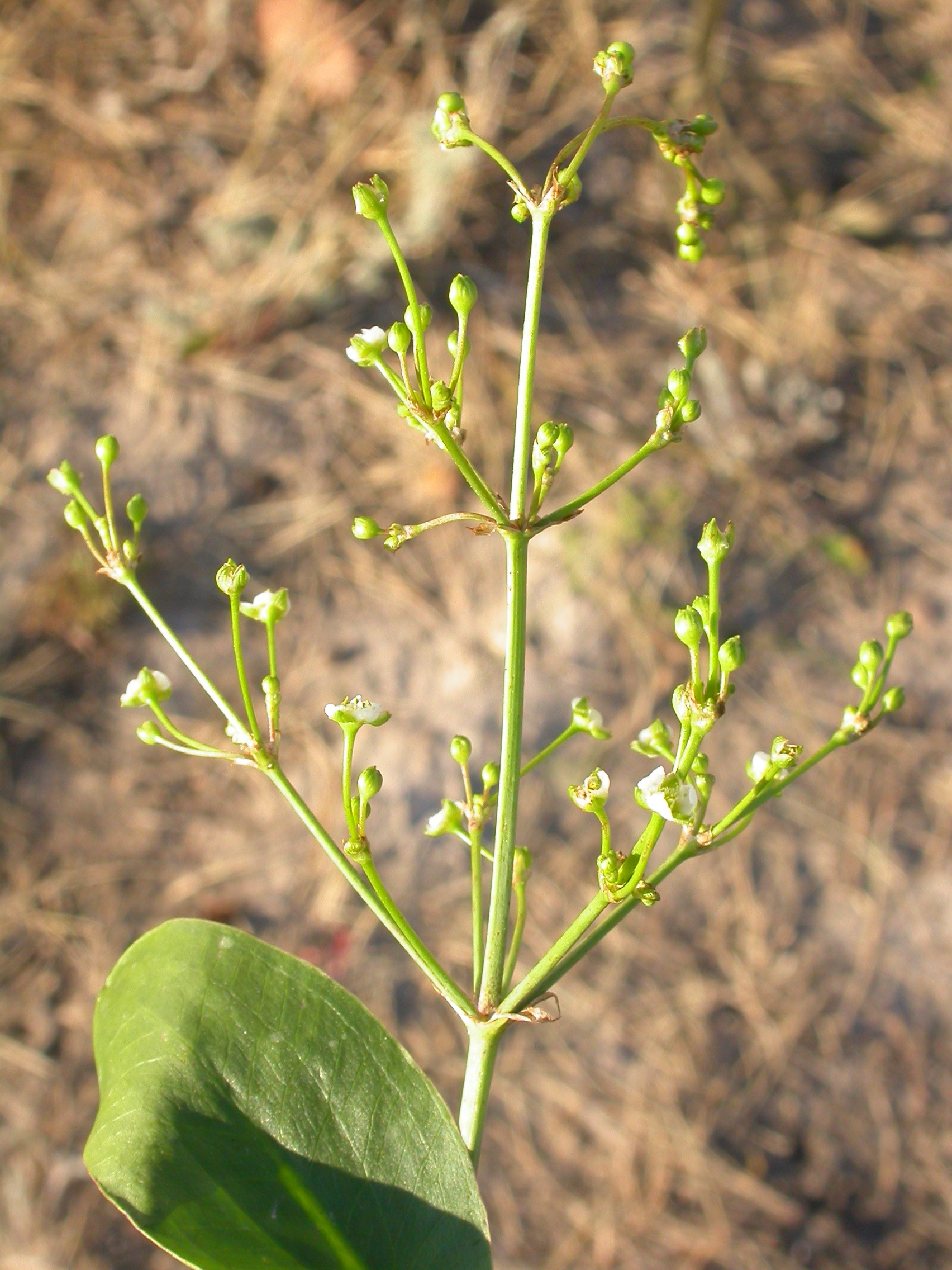
Detalle de la planta

Alisma triviale es una especie de planta perenne semi o acuática de la familia Alismataceae).

## Descripción
Es una hierba que alcanza hasta 1 m de altura, con las hojas fuera del agua, pecioladas, con la lámina linear-lanceolada a ampliamente elíptica u ovalada. Las inflorescencias con flores que tienen los pétalos blancos. Tiene un número cromosomático de: 2n = 28.

## Distribución y hábitat
Crece en aguas poco profundas o el barro, en Canadá, los Estados Unidos y el norte de México.

## Taxonomía
Alisma triviale fue descrita por  Frederick Traugott Pursh, y publicado en Flora Americae Septentrionalis; or, . . . 1: 252–253. 1814[1813].
Etimología
Alisma: nombre genérico que ya se utilizaba en la antigua Grecia y Linneo lo tomó de ´Dioscórides.
triviale: epíteto latino que significa "trivial, común, ordinario".
Sinonimia
- Alisma brevipes Greene
- Alisma odoratum Raf.
- Alisma plantago-aquatica var. americanum Schult. & Schult.f.
- Alisma plantago-aquatica subsp. brevipes (Greene) Sam.
- Alisma plantago-aquatica var. brevipes (Greene) Vict.
- Alisma plantago-aquatica var. triviale (Pursh) Britton, Sterns & Poggenb.
- Alisma roseum Raf.
- Alisma subcordatum var. superbum (Lunell) Lunell
- Alisma superbum Lunell
- Alisma superbum var. angustissimum Lunell
- Alisma superbum var. lanceolatum Lunell[6]